# Arachnothryx tenorioi
Arachnothryx tenorioi är en måreväxtart som först beskrevs av David H. Lorence, och fick sitt nu gällande namn av Attila L. Borhidi. Arachnothryx tenorioi ingår i släktet Arachnothryx och familjen måreväxter. Inga underarter finns listade i Catalogue of Life.